# Камарак (Іран)
Камарак (перс. كودزر) — село в Ірані, у дегестані Фармагін, у Центральному бахші, шагрестані Фараган остану Марказі. За даними перепису 2006 року, його населення становило 744 особи, що проживали у складі 221 сім'ї.

## Клімат
Середня річна температура становить 12,08 °C, середня максимальна – 32,10 °C, а середня мінімальна – -12,08 °C. Середня річна кількість опадів – 264 мм.
| Клімат поселення                              | Клімат поселення | Клімат поселення | Клімат поселення | Клімат поселення | Клімат поселення | Клімат поселення | Клімат поселення | Клімат поселення | Клімат поселення | Клімат поселення | Клімат поселення | Клімат поселення | Клімат поселення |
| Показник                                      | Січ.             | Лют.             | Бер.             | Квіт.            | Трав.            | Черв.            | Лип.             | Серп.            | Вер.             | Жовт.            | Лист.            | Груд.            |                  |
| Середній максимум, °C                         | 7,06             | 9,70             | 15,12            | 20,48            | 24,66            | 31,52            | 32,10            | 31,00            | 26,59            | 20,92            | 14,05            | 7,99             |                  |
| Середня температура, °C                       | −2,51            | 0,14             | 5,57             | 10,90            | 15,10            | 21,96            | 25,62            | 24,54            | 20,10            | 14,45            | 7,59             | 1,52             |                  |
| Середній мінімум, °C                          | −12,08           | −9,43            | −3,99            | 1,34             | 5,54             | 12,40            | 19,14            | 18,06            | 13,62            | 7,97             | 1,09             | −4,97            |                  |
| Норма опадів, мм                              | 37               | 35               | 48               | 36               | 31               | 5                | 1                | 1                | 0                | 10               | 24               | 36               |                  |
| Середньомісячна швидкість вітру, м/с          | 1.69             | 1.99             | 3.11             | 3.28             | 2.73             | 2.50             | 2.57             | 2.40             | 2.29             | 2.19             | 1.90             | 1.36             |                  |
| Середньомісячна сонячна радіація, кДж/м²·день | 9001             | 12227            | 14664            | 18110            | 22174            | 26803            | 25984            | 23946            | 20769            | 15285            | 10862            | 8859             |                  |
| --------------------------------------------- | ---------------- | ---------------- | ---------------- | ---------------- | ---------------- | ---------------- | ---------------- | ---------------- | ---------------- | ---------------- | ---------------- | ---------------- | ---------------- |
| Джерело:                                      |                  |                  |                  |                  |                  |                  |                  |                  |                  |                  |                  |                  |                  |